# Tenente Hip
Tenente Hip é uma personagem do filme 007 contra o Homem com a Pistola de Ouro, nono da franquia cinematográfica do espião britânico James Bond, criado por Ian Fleming.

## Características
Hip é um agente do MI-6 em Hong Kong perito em artes marciais, oficial da polícia local, escalado para localizar o desaparecido Solex, um invento de captação de energia solar de última geração que caiu em mãos erradas, após James Bond ser retirado do caso pela ameaça de morte feita a ele por Francisco Scaramanga, o Homem da Pistola de Ouro.

## Filme
O primeiro contato de Hip com 007 é um equívoco. O tenente escolta o cientista Gibson, inventor do Solex, no instante em que ele é assassinado, e como 007 se encontrava passando pelos dois no mesmo momento, ele é preso pelo policial, até descobrirem que os dois trabalham do mesmo lado.
Mais tarde, Hip e suas duas sobrinhas, peritas em artes marciais e karatê, ajudam James Bond a escapar da academia de lutas de Hai Fat, um contratador de Scaramanga, lutando e derrotando os estudantes da academia que tentam matar Bond no local.
Em sua última aparição, disfarçado de vendedor de amendoim num torneio de kickboxing, ele recebe de Bond o Solex, depois que o espião o encontra caído no chão, ao lado do corpo imóvel de Andrea Anders, a amante de Scaramanga, assassinada por ele no local. Hip passa o engenho para Mary Goodnight, a aliada de Bond na trama, mas ela acaba presa dentro do porta-malas do carro de Scaramanga, um 'automóvel-avião', que acaba levando-a para a ilha do assassino na costa da China, fazendo com que o invento retorne às mãos do vilão da trama.